# Zapolje Brodsko
Zapolje Brodsko je pogranično naselje u Hrvatskoj u sastavu Grada Delnica. Nalazi se u Primorsko-goranskoj županiji.

## Zemljopis
Nalazi se na južnoj obali rijeke Kupe. Preko rijeke u Sloveniji prema sjeveroistoku su naselja Grivac, Petrina i Pirče. Zapadno je Gusti Laz. Istočno su Brod na Kupi, Zamost Brodski i rječica Kupica. Jugoistočno je Krivac. 

## Stanovništvo
| broj stanovnika |       |       |       |       |       |       |       | 19    | 27    | 13    | 29    | 22    | 42    | 77    | 29    | 34    | 12    |
|                 | 1857. | 1869. | 1880. | 1890. | 1900. | 1910. | 1921. | 1931. | 1948. | 1953. | 1961. | 1971. | 1981. | 1991. | 2001. | 2011. | 2021. |